# دب بني هملائي
الدب البني الهِمَلائي (الاسم العلمي: Ursus arctos isabellinus)، المعروف أيضًا باسم الدب الأحمر الهِمَلائي، الدب الأَغْبَس أو دب Dzu-Teh، هو نويع من الدب البني ويوجد من شمال أفغانستان وشمال باكستان وشمال الهند وغرب الصين والنيبال. أنهُ أكبر الثدييات في المنطقة، يصل طول الذكور إلى 2.2 متر (7 قدم)، بينما الإناث أصغر قليلاً. قوته اللحوم ويقضي سباته في أوكار خلال الشتاء. يصنف على أنه نوع غير مهدد من قبل الاتحاد الدولي لحفظ الطبيعة، إلا أنه مهدد وأعداده تتضاءل.[بحاجة لمصدر]